# Cathy Freemanová
Catherine Astrid Salome Freemanová (* 16. února 1973 Mackay, Queensland) je bývalá australská atletka, olympijská vítězka a dvojnásobná mistryně světa v běhu na 400 metrů.

## Kariéra
První olympijskou medaili vybojovala na Letních olympijských hrách v Atlantě v roce 1996, kde na trati 400 metrů skončila druhá. Na následujících dvou světových šampionátech získala v této disciplíně zlaté medaile (tj. v letech 1997 a 1999).
Stala se jedním ze symbolů olympijských her v Sydney v roce 2000. Na slavnostním zahájení byla poslední členkou štafety s olympijským ohněm. Později na témže Olympijském stadionu Australia startovala ve finále běhu na 400 metrů a zvítězila; žádnému jinému sportovci, který při slavnostním zahájení zapaloval olympijský oheň, se na týchž olympijských hrách nepovedlo až do té doby nikdy vyhrát.
Krátce poté ukončila kariéru a její pokus o návrat na dráhy v roce 2003 nebyl úspěšný. Definitivní konec kariéry oznámila 15. července 2003.
V roce 2006 byla členkou štafety s Královským štafetovým kolíkem – přinesla ho na stadion pro zahájení Her Britského společenství v Melbourne.

## Národnost
Svým původem je Aboriginka, tj. původní obyvatelka Austrálie. Svoji národnost mnohokrát propagovala, například když na svá čestná kola po vítězství na olympijských hrách i na Hrách Britského společenství brala s sebou nejen australskou, ale i aboriginskou vlajku. Její výběr jako poslední členky štafety s olympijským ohněm byl považován jako výraz oficiální politiky nápravy křivd spáchaných Australany na původním obyvatelstvu. Stala se tak vůbec první příslušnicí/příslušníkem svého národa, který kdy získal olympijskou medaili a stal se olympijským vítězem.

## Osobní život
V roce 1999 se provdala za výkonného ředitele společnosti Nike Sandyho Bodeckera, po olympijských hrách v Sydney delší dobu nezávodila, aby mu pomáhala po propuknutí rakovinného onemocnění. Rozešli se v roce 2003